# Pairisadès III
Pairisadès III (grec ancien : Παιρισάδης, Pairisádēs) est un roi du Bosphore ayant régné d'environ 180 à 170 av. J.-C.

## Origine
L'origine de Pairisadès est inconnue, et il est considéré soit comme :
- un fils de Spartocos V et le (demi-)frère et époux de la reine Camasarye Philotecnos[1] ;
- un fils de Leucon II et l'époux de la reine Camasarye[2].

## Règne
Il règne conjointement avec Camasarye Philotecnos qui  est donc peut-être sa demi-sœur et épouse, comme le pratiquaient les rois hellénistiques contemporains, particulièrement les Lagides d'Égypte avec lesquels le royaume du Bosphore entretenait des liens diplomatiques et économiques et partageait le quasi-monopole de la fourniture de blé.
En 177/176 av. J.-C., comme son épouse l'année précédente, il dédicace au temple d'Apollon Didymaios près de Milet un objet d'or d'un poids de 200 chrysoi phiale.

## Postérité
Pairisadès III est considéré comme le père de Pairisadès IV Philométor, qui règne conjointement avec sa mère après sa disparition vers 170 av. J.-C.